# یواس‌اس بیتی (دی‌دی-۷۵۶)
یواس‌اس بیتی (دی‌دی-۷۵۶) (به انگلیسی: USS Beatty (DD-756)) یک کشتی بود که طول آن ۱۱۴٫۸ متر (۳۷۷ فوت) بود. این کشتی در سال ۱۹۴۴ ساخته شد.